# Uzos
 Uzos  es una población y comuna francesa, en la región de Aquitania, departamento de Pirineos Atlánticos, en el distrito de Pau y cantón de Pau-Ouest.

## Demografía
| 231 | 249 | 263 | 271 | 221 | 292 | 299 | 306 | 282 | 271 | 261 | 270 | 280 | 285 | 275 | 250 | 217 | 242 | 272 | 258 | 269 | 233 | 230 | 232 | 232 | 234 | 258 | 269 | 361 | 524 | 560 | 664 | 709 | 724 |
| Para los censos de 1962 a 1999 la población legal corresponde a la población sin duplicidades (Fuente: INSEE [Consultar]) |     |     |     |     |     |     |     |     |     |     |     |     |     |     |     |     |     |     |     |     |     |     |     |     |     |     |     |     |     |     |     |     |     |